# Császárlazac
A császárlazac (Nematobrycon palmeri) a pontylazacfélék családjába tartozó halfaj, mely a kolumbiai San Juan-folyó endemikus halfaja.

## Élőhelye, elterjedése
A császárlazac vadon kizárólag a Kolumbia nyugati részén elhelyezkedő San Juan-folyóban fordul elő. Emellett viszont közkedvelt akváriumi hal is.

## Megjelenése
A császárlazac jellegzetes színezetű halfaj. A test alapszíne olajbarna, de az oldalán fekete hosszanti sáv fut végig a fejtől a farokúszóig. A farok alatti úszó színe élénksárga. A hátúszó jellegzetes, sarló alakú, a farokúszó közepén egy hegyes nyúlvány helyezkedik el. Az ikrás hát- és farokúszói kevésbé fejlettek a híménél, a hím farokúszója hosszabb.
A hím császárlazacok hosszúsága átlagosan 60 mm.

## Akváriumi tartása
Akváriumi tartása könnyű, rajban érzi jól magát. Más halfajokkal is tartható, békés halfaj. 24 °C körüli hőmérsékletű vízben érzi jól magát.
Akváriumban is tenyészthető, mivel azonban ikrafaló, ezért a frissen lerakott ikrákat meg kell védeni a szülőktől, így célszerű növényeket telepíteni a szaporító medencébe, az ikrák lerakása után pedig azonnal el kell távolítani a halakat a medencéből.